# NVIDIA GeForce GRID

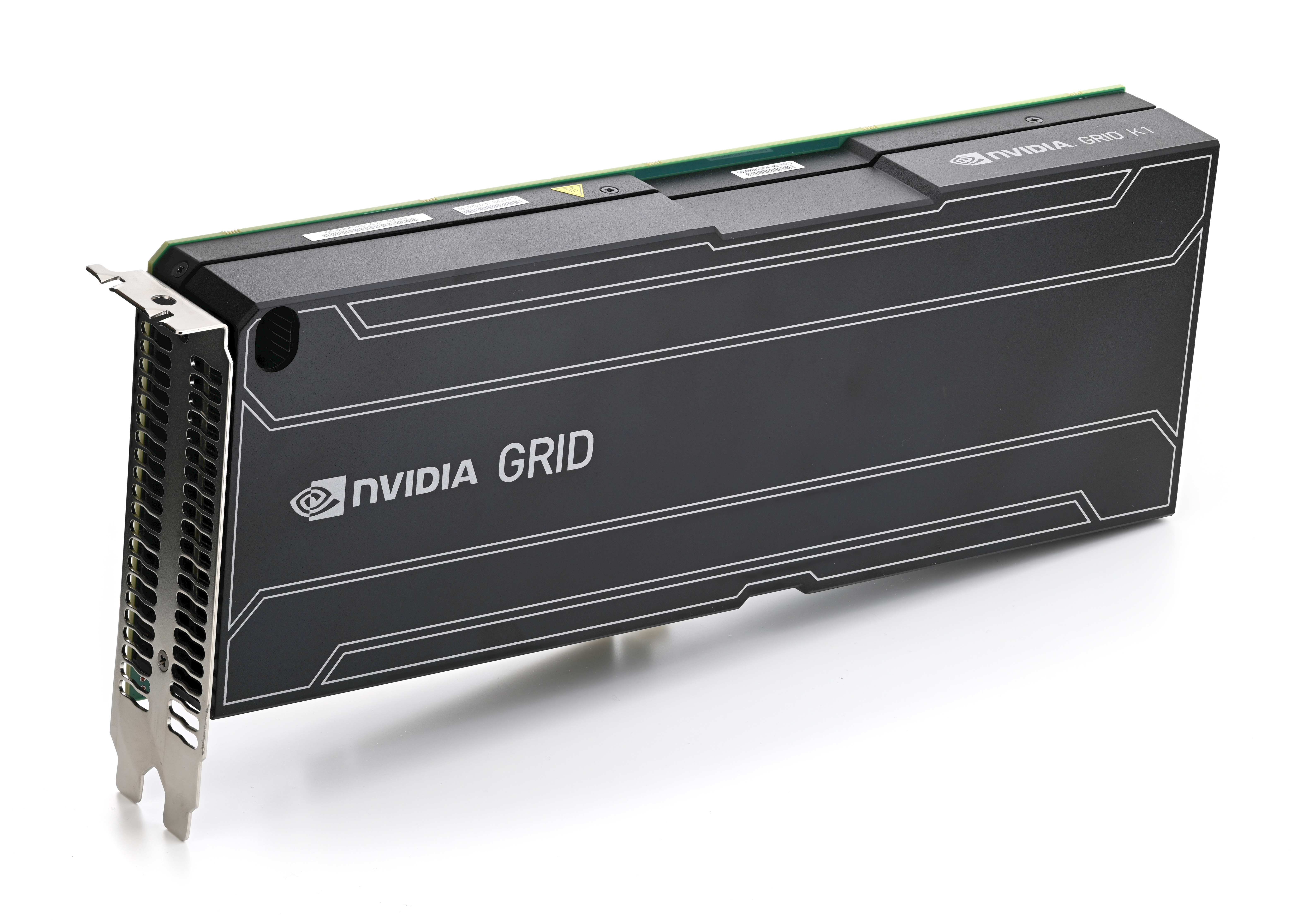
Nvidia GRID K1

NVIDIA GeForce GRID （エヌビディア・ジーフォース・グリッド）はNVIDIAが開発中のクラウドゲーミングのためのGPU仮想化技術である。CES 2013では、NVIDIA GRIDとして紹介された。

## 概要
ユーザーは入力信号をデータセンターに送り、データセンター側のKeplerボードで描画された結果をストリーミング配信で受け取り、ゲームをプレイする。
Keplerサーバーは画像を生成し、H264でエンコードして転送し、ユーザー側でデコードする。NVIDIAではKeplerGPUで最大256のバーチャルマシンをサポートすることを可能としている。
NVIDIA GeForce GRID の利点は、ユーザーが所有するハードウェアのスペックによらずに高品質なゲーム環境を提供できることである。